# Касия-дус-Кокейрус
Касия-дус-Кокейрус (порт. Cássia dos Coqueiros) — муниципалитет в Бразилии, входит в штат Сан-Паулу. Составная часть мезорегиона Рибейран-Прету. Входит в экономико-статистический микрорегион Бататайс. Население составляет 2983 человека на 2006 год. Занимает площадь 190,916 км². Плотность населения — 15,6 чел./км².

## Статистика
- Валовой внутренний продукт на 2003 составляет 19.080.666,00 реалов (данные: Бразильский институт географии и статистики).
- Валовой внутренний продукт на душу населения на 2003 составляет 6.507,73 реалов (данные: Бразильский институт географии и статистики).
- Индекс развития человеческого потенциала на 2000 составляет 0,796 (данные: Программа развития ООН).